# Куприянов, Василий Петрович
Васи́лий Петро́вич Куприя́нов (1864—1950) — член III Государственной думы от Тверской губернии, протоиерей.

## Биография
Сын священника.

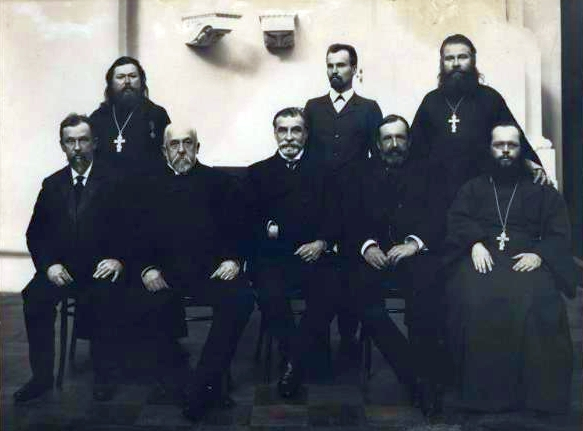
Депутаты Государственной Думы III созыва от Тверской губернии. Стоят: Н. И. Гумилин, П. П. Дворянинов, В. П. Куприянов; Сидят: И. И. Большаков, А. С. Паскин, Н. П. Шубинский, А. А. Лодыженский, А. И. Троицкий

В 1885 году окончил Тверскую духовную семинарию по 1-му разряду и был рукоположён в священники к церкви в селе Будове Новоторжского уезда. Одновременно был законоучителем местных школ и окружным миссионером по расколу. В 1895 году был переведён в село Выдропуск Вышневолоцкого уезда. С того же года избирался депутатом епархиальных съездов.
В 1907 году был избран членом III Государственной думы от Тверской губернии. Входил во фракцию октябристов. Состоял членом комиссий: по народному образованию и о мерах борьбы с пьянством.
В 1915 году был перемещён к Владимирской церкви города Твери и выбран городским благочинным. Кроме того, состоял членом Епархиального совета и членом-казначеем Епархиального училищного совета. Был секретарём, а затем управляющим Тверским епархиальным свечным заводом.
24 ноября 1922 года арестован вместе со священником Алексеем Бенеманским за борьбу с обновленчеством, обвинялся в «распространении воззвания Тверского епископа Петра (Зверева)». Оба священника были отправлены в Москву, где содержались в Бутырской тюрьме. 26 февраля 1923 года Комиссией ОГПУ по административным высылкам был приговорён к двум годам ссылки в Туркестан по статье 73 УК РСФСР.
В ссылке оба священника продолжали службу в церкви и борьбу с обновленцами. В 1924 году Куприянов был освобождён, а в 1926 году получил разрешение вернуться в Тверь и занять свой приход. В следующем году Владимирская церковь была закрыта, и отец Василий был возведён в протоиереи с назначением настоятелем Вознесенского собора. В 1929 году собор планировалось закрыть, однако священники сумели его отстоять, собрав 10000 подписей за сохранение. Оказывал помощь священникам и мирянам, оказавшимся в заключении.
15 марта 1932 года священники Куприянов и Бенеманский были вновь арестованы. 9 июля того же года тройкой при ОГПУ Куприянов был приговорён к трём годам ссылки в Казахстан, откуда вернулся в 1936 году. 4 апреля 1939 года назначен настоятелем тверской церкви Неопалимой Купины. В 1940 году был арестован в третий раз, однако отпущен во время войны. 13 ноября 1944 года был определён настоятелем к церкви Иоанна Богослова в селе Троице Удомельского района. Продолжал службу до самой смерти.
Скончался в 1950 году. Похоронен вместе с женой у церковного алтаря. Имел тринадцать детей.

## Награды
- набедренник (1891)
- скуфья
- камилавка
- наперсный крест
- палица
- крест с украшениями
- митра (1926)